# Аль-Мансур Мухаммад II
Аль-Малик аль-Мансур Салах ад-Дин Мухаммад ибн Хаджжи, также известный как Мухаммад II (араб.  الملك المنصور صلاح الدين محمد بن حاجي‎) — мамлюкский султан Египта, правивший в 1361—1363 годах.

## Биография
После низложения султана ан-Насира аль-Хасана в марте 1361 года влиятельный эмир Ялбуга аль-Хассаки возвел на престол четырнадцатилетнего Мухаммада, сына султана аль-Музаффара Хаджжи I.
Всего через несколько месяцев после коронации восстал Байдамур аль-Хуаразми, вице-султан Дамаска, обвинив Ялбугу в убийстве аль-Хасана. Однако по мере продвижения армии Ялбуги в Сирию восстание пошло на убыль. Ялбуга разрешил Байдамуру отправиться в ссылку в Иерусалим. Большие проблемы Ялбуге создал и сам его юный протеже, султан Мухаммад II. Несмотря на свою молодость, он быстро снискал репутацию развратника и упрямца. Кроме того, в обращении с наложницами проявлялись его садистские наклонности. По этой причине Ялбуга в мае 1363 года отправил Мухаммада обратно в гарем и выбрал Шабана аль-Ашрафа в качестве нового султана.